# Leonid Alexandrovič Govorov
Leonid Alexandrovič Govorov (rusky Говоров Леонид Александрович; 10. únorajul./ 22. února 1897greg. Butyrki (Kirovská oblast) – 19. března 1955 Moskva) byl sovětský maršál, velitel Leningradského frontu za Velké vlastenecké války, po válce zastával vysoké funkce na ministerstvu obrany.

## Život
Pocházel z rolnické rodiny, byl ruské národnosti.
V prosinci 1916 byl odveden do armády, po půlročním studiu na dělostřeleckém učilišti byl v přidělen k vojskům. Během rozpuštění ruské armády byl začátkem roku 1918 demobilizován. Vrátil se k rodině do Jelabugy, zde pracoval v městské správě. V září 1918 byl odveden do bílé armády, opustil ji v říjnu 1919, sblížil se s bolševiky a od ledna 1920 sloužil už natrvalo v Rudé armádě. S 51. divizí se v roce 1920 zúčastnil bojů na Krymu proti vojskům generála Wrangela. Za bojové úspěchy byl vyznamenán Řádem rudého praporu.
Mezi válkami sloužil na Ukrajině v různých funkcích, v říjnu 1936 byl vybrán ke studiu na nově založené Vojenské akademii generálního štábu, po jejím absolutoriu přešel, už jako pedagog, na Dělostřeleckou akademii. Zde s výjimkou krátké epizody zimní války zůstal do června 1941. Zajímavostí je, že přestože byl bývalý bělogvardějec a navíc podřízený popraveného maršála Bljuchera, nebyl nikdy postižen Velkou čistkou v důstojnickém sboru Rudé armády (i díky přímluvám M. Kalinina).
Několik dní po začátku Velké vlastenecké války se stal velitelem dělostřelectva Západního frontu, do října 1941 působil v téže funkci u různých frontů západního směru. Když byl 16. října 1941 na počátku nové německé ofenzívy zraněn velitel 5. armády generál Dmitrij Danilovič Leljušenko, nastoupil na jeho místo. Armádu vedl ke spokojenosti nadřízených, za úspěchy v bojích byl povýšen a opakovaně vyznamenán. Když Hlavní stan vrchního velení v dubnu 1942 rozhodl o sloučení Leningradského a Volchovského frontu, převzal velení nad částí vojsk frontu bránící obležený Leningrad. Po opětném rozdělení jednotek na dva fronty se stal velitelem Leningradského frontu, v této funkci zůstal do konce 2. světové války.
Po neúspěšném pokusu v srpnu až září 1942, posléze prorazila jemu podřízená vojska v lednu 1943 společně s Volchovským frontem generála Kirilla Mereckova několikakilometrový koridor jižně od Ladožského jezera (operace Jiskra – velitel G. K. Žukov), čímž ulehčila zásobování obleženého Leningradu. Definitivně byla německá armáda před Leningradem poražena až v Leningradsko-novgorodské strategické operaci v lednu – březnu 1944, kdy sovětská vojska zatlačila Němce až k Narvě. V červnu 1944 Leningradský front zaútočil na Finy, během deseti dnů obsadil Vyborg a osvobodil celou Karelskou šíji. V druhé polovině roku 1944 jemu podřízená vojska obsadila většinu Pobaltí (od října 1944 koordinoval i činnost 2. a 3. pobaltského frontu), neboť do konce války zůstala německá Skupina armád Sever uzavřená v Kuronsku.
Po 2. světové válce zastával vysoké funkce na ministerstvu obrany SSSR, výrazný byl zejména jeho podíl na posílení vojsk protivzdušné obrany státu, kterým od roku 1954 velel.
V té době již trpěl silnou hypertenzí, kterou ještě zhoršily časté stresy. Roku 1954 jej postihla první mrtvice, zemřel 19. března 1955 v sanatoriu Barvicha poblíž Moskvy. Pohřben je u Kremelské zdi na Rudém náměstí v Moskvě.

## Vzdělání
- 1916 – dokončil sedm tříd reálného učiliště, poté v polytechnickém institutu
- prosinec 1916 – červen 1917 – studium v Konstantinovském dělostřeleckém učilišti v Petrohradě
- 1926 – absolvoval Dělostřelecké kurzy zdokonalování velitelského sboru
- 1930 – absolvoval Vyšší akademické kurzy při Vojenské akademii M.V.Frunze
- 1933 – absolvoval dálkový kurz Vojenské akademie M.V.Frunze
- 1933 – absolvoval operační fakultu Vojenské akademie M.V.Frunze
- říjen 1936 – srpen 1938 – studium na Vojenské akademii generálního štábu

## Vojenská kariéra
Ruská armáda
- prosinec 1916 – březen 1918 – v ruské armádě
- červen 1917 – březen 1918 – velitel čety těžkých houfnic

Bílá armáda (admirála Kolčaka)
- září 1918 – říjen 1919 – velitel baterie

Rudá armáda
- Od ledna 1920 v Rudé armádě
- leden 1920 – prosinec 1922 – velitel dělostřeleckého oddílu 51. střelecké divize
- prosinec 1922 – říjen 1923 – pomocník náčelníka dělostřelectva 51. střelecké divize
- říjen 1923 – listopad 1924 – náčelník dělostřelectva 51. střelecké divize
- listopad 1924 – prosinec 1929 – velitel 51. dělostřeleckého pluku
- prosinec 1929 – květen 1931 – náčelník dělostřelectva 14. střeleckého sboru
- květen 1931 – červenec 1934 – náčelník dělostřelectva Kyjevského opevněného prostoru
- červenec 1934 – únor 1936 – náčelník dělostřelectva 15. střeleckého sboru
- únor 1936 – říjen 1936 – náčelník oddělení v štábu Kyjevského vojenského okruhu
- srpen 1938 – prosinec 1939 – učitel v Dělostřelecké akademii F.E.Dzeržinského
- prosinec 1939 – březen 1940 – náčelník štábu velitele dělostřelectva 7. armády
- březen – srpen 1940 – učitel v Dělostřelecké akademii F.E.Dzeržinského
- srpen 1940 – květen 1941 – zástupce generálního inspektora dělostřelectva Hlavní dělostřelecké správy
- květen – 30. června 1941 – náčelník Dělostřelecké akademie F.E.Dzeržinského
- 30. června – 31. července 1941 – náčelník dělostřelectva Západního frontu
- 31. července – říjen 1941 – náčelník dělostřelectva Záložního frontu
- 9. – 12. října 1941 – náčelník dělostřelectva Možajské obranné linie (od 10. října Moskevského záložního frontu)
- 12. – 16. října 1941 – náčelník dělostřelectva Západního frontu
- 16. října 1941 – 23. dubna 1942 – velitel 5. armády
- 23. dubna – 10. června 1942 – velitel Leningradské skupiny vojsk Leningradského frontu
- 10. června 1942 – 24. července 1945 – velitel Leningradského frontu
- 24. července 1945 – duben 1946 – velitel Leningradského vojenského okruhu
- duben 1946 – leden 1947 – hlavní inspektor pozemních vojsk
- leden 1947 – červenec 1948 – hlavní inspektor ozbrojených sil SSSR
- říjen 1947 – červenec 1948 – současně náměstek ministra ozbrojených sil
- červenec 1948 – březen 1950 – velitel vojsk protivzdušné obrany země a hlavní inspektor ozbrojených sil SSSR[1]
- březen 1950 – červenec 1952 – velitel vojsk protivzdušné obrany země a náměstek ministra vojenství SSSR
- červenec 1952 – duben 1953 – náměstek ministra vojenství SSSR pro bojovou přípravu
- duben 1953 – květen 1954 – hlavní inspektor ministerstva obrany SSSR
- květen 1954 – 19. března 1955 – hlavní velitel vojsk protivzdušné obrany státu a náměstek ministra obrany SSSR

## Hodnosti
- 5. února 1936 – velitel brigády
- 4. června 1940 – generálmajor dělostřelectva
- 9. listopadu 1941 – generálporučík dělostřelectva
- 15. ledna 1943 – generálplukovník
- 17. listopadu 1943 – armádní generál
- 18. června 1944 – maršál Sovětského svazu

## Vyznamenání

### Sovětská vyznamenání

#### Čestné tituly
- Hrdina Sovětského svazu – 27. ledna 1945

#### Řády
- Řád vítězství – č. 10, 31. května 1945[2]
- Řád rudého praporu – 1921, 3. listopadu 1944, 15. listopadu 1950[2]
- Řád rudé hvězdy – 15. ledna 1940[2]
- Leninův řád –10. listopadu 1941, 2. ledna 1942, 27. ledna 1945, 21. února 1945, 21. února 1947[2]
- Řád Suvorova I. třídy – 28. ledna 1943, 21. února 1944[2]
- Řád Kutuzova I. třídy – 29. července 1944[2]

#### Medaile
- Medaile Za obranu Leningradu[2]
- Medaile Za obranu Moskvy[2]
- Medaile za vítězství nad Německem ve Velké vlastenecké válce 1941–1945
- Medaile 20. výročí dělnicko-rolnické rudé armády
- Medaile 30. výročí sovětské armády a námořnictva
- Pamětní medaile 800. výročí Moskvy

### Zahraniční vyznamenání
- velkodůstojník Řádu čestné legie – Francie, 1945[2]
- Croix de guerre 1939–1945 – Francie, 1945[2]
- vrchní velitel Legion of Merit – Spojené státy[3]
- Řád republiky – Tuvinská aratská republika, 3. března 1942[2]

## Politická činnost
- Od 1. července 1942 člen VKS(b)
- 14. října 1952 – 19. března 1955 – kandidát ÚV KSSS

- 1946 – 19. března 1955 – poslanec Nejvyššího sovětu SSSR